# Praz siabie
Praz siabie (Праз сябе) – album demo białoruskiego zespołu rockowego :B:N:, wydany w 2002 roku. Zawiera dziesięć utworów, z których cztery, po ponownym nagraniu, trafiły do albumu Nie trywaj.

## Lista utworów
| Nr  | Tytuł utworu      | Oryginalna pisownia tytułu | Długość |
| --- | ----------------- | -------------------------- | ------- |
| 1.  | „Ja pamior”       | «Я памёр»                  | 5:12    |
| 2.  | „Nie wiartajsia”  | «Не вяртайся»              | 3:41    |
| 3.  | „Czakaj”          | «Чакай»                    | 3:31    |
| 4.  | „Woś takuju b...” | «Вось такую б...»          | 4:52    |
| 5.  | „Szto zautra”     | «Што заўтра»               | 3:45    |
| 6.  | „Tabie usio mała” | «Табе ўсё мала»            | 3:21    |
| 7.  | „Nowy dzień”      | «Новы дзень»               | 3:13    |
| 8.  | „Kab kazali”      | «Каб казалі»               | 3:59    |
| 9.  | „Tolki ja”        | «Толькі я»                 | 4:27    |
| 10. | „Pra kachannie”   | «Пра каханьне»             | 2:26    |
|     |                   |                            | 38:27   |

## Twórcy
- Alaksandr Lutycz – gitara, wokal
- Maksim Litwiniec – gitara, wokal wspomagający
- Juryj Ściapanau – gitara basowa
- Ramuald Paźniak – perkusja
- Siarhiej Maszkowicz – teksty[3]